# Aurelio Denegri

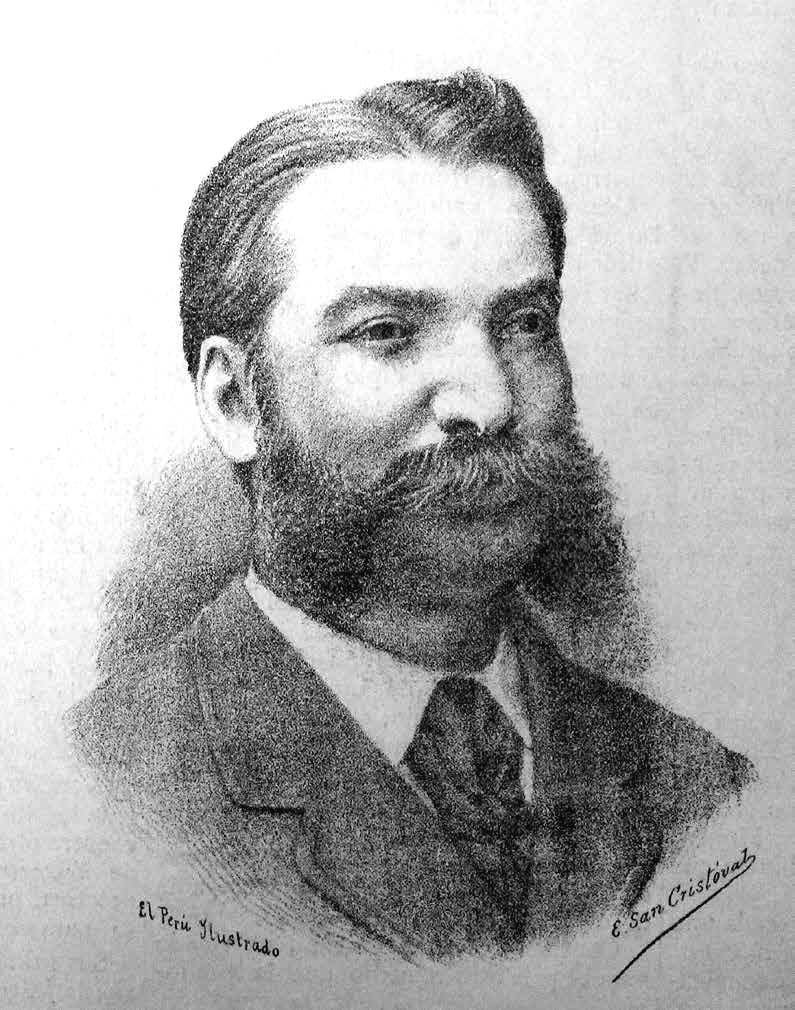
Retrato de Aurelio Denegri, c. 1890; por Evaristo San Cristóval

Marco Aurelio Denegri Valega (1840-1909) foi primeiro-ministro do Peru sob Andrés Avelino Cáceres em 1881. Ele foi o prefeito de Lima de 1874 a 1875. Ele foi também Ministro das Finanças em 1879 e de 1881 a 1883. Também viria a servir como o segundo vice-presidente de 1886 a 1890.